# Wilmar Santin
Dom Frei Wilmar Santin, O. Carm. (Paranavaí, 21 de outubro de 1952) é um frade carmelita e bispo católico brasileiro. Foi nomeado bispo da Prelazia de Itaituba, no estado do Pará, pelo Papa Bento XVI no dia 8 de dezembro de 2010.

## Biografia
De origem italiana, Dom Wilmar foi ordenado padre no dia 8 de dezembro de 1979. É mestre e doutorando em História da Igreja pela Pontifícia Universidade Gregoriana em Roma. Era professor do Instituto de Teologia, Pastoral e Ensino Superior da Amazônia, em Manaus, quando foi nomeado o segundo prelado de Itaituba. Sua ordenação episcopal ocorreu no dia 19 de março de 2011 em Paranavaí. Tomou posse no dia 10 de abril de 2011.